# Baudemont
Baudemont település Franciaországban, Saône-et-Loire megyében. Lakosainak száma 627 fő (2022. január 1.). Baudemont Saint-Symphorien-des-Bois, La Chapelle-sous-Dun, La Clayette, Curbigny, Saint-Laurent-en-Brionnais és Vareilles községekkel határos.

## Népesség
A település népességének változása:
| Lakosok száma | 658  | 652  | 659  | 640  | 632  | 625  | 624  | 627  | 627  |
|               | 2013 | 2015 | 2016 | 2017 | 2018 | 2019 | 2020 | 2021 | 2022 |